# 帕薩任 (北里約格朗德州)
帕薩任（葡萄牙語：Passagem），是巴西的城鎮，位於該國東北部，由北里約格朗德州負責管轄，始建於1963年12月27日，面積41平方公里，2010年人口2,899，人口密度每平方公里70.3人。